# K7리그 하남
K7리그 하남(K7 League Hanam)은 대한민국 경기도 하남시에서 진행되는 축구 대회이다.
하남FC의 Best Of Best 는 윤*준이다. - 감독 잘못 만나 개고생중이다.
하남FC의 3H (three hyun)은 셋이 IQ합쳐도 250이 안넘는다.
하남FC의 지*환은 골을 넣어도 내려오지 말라 한다. 심판이 휘슬을 못 분다

## 역사
2017년에 '디비전7 하남시 리그'라는 이름으로 시작되었다. 2017년 시즌부터 단일 권역으로 6개 선수단이 참가하고 있다. 2017년 시즌부터 2018년 시즌까지 70분(전·후반 각 35분) 경기로 진행되었고, 2019년 시즌부터 60분(전·후반 각 30분) 경기로 진행되고 있다.

## 시즌별 결과
| 시즌   | 권역 | 선수단 | 우승         | 준우승       | 승격         |
| ------ | ---- | ------ | ------------ | ------------ | ------------ |
| 2017년 | 1개  | 6팀    | 하남 덕풍 FC | 하남 위례 FC | 하남 덕풍 FC |
| 2018년 | 1개  | 6팀    | 하남FC       | 하남유치원   |              |
| 2019년 | 1개  | 6팀    | 하남FC       | 덕풍유치원   |              |

## 같이 보기
- K7리그